# Kevin Durand
Kevin Serge Durand (14 de janeiro de 1974) é um ator canadense. Ele é mais bem conhecido pela sua participação no aclamado seriado norte-americano Lost, onde interpretava o vilão, Keamy.
Interpretou o vilão Gideon na série Locke e Key, da Netflix.
Durand nasceu em Thunder Bay, Ontário. Se graduou na St. Ignatius High School em Thunder Bay.[carece de fontes?]
Participou de séries como Dark Angel como Joshua, o agente Jay Swopes no remake da minissérie americana Touching Evil, também teve papéis como convidado em CSI, CSI: Miami, ER , Without a Trace, Dead Like Me entre outras. Ele também retornou no seriado Stargate SG-1 como "Senhor Zipacna".
Seu papel mais importante na TV foi  na série de TV Lost durante a 4ª e 6ª temporada, ele interpretou o vilão Martin Keamy (Martin Christopher Keamy) por 12 episódios.
No cinema, ele chegou a ganhar algum destaque em filmes como X-Men Origens: Wolverine, Legion e I Am Number Four.

## Filmografia

### Filmes
| Ano  | Filme                                         | Personagem                |
| ---- | --------------------------------------------- | ------------------------- |
| 1999 | Austin Powers: The Spy Who Shagged Me         | Bazooka Marksman Joe      |
| 1999 | Mystery, Alaska                               | 'Tree' Lane               |
| 2002 | K-9: P.I.                                     | Agent Verner              |
| 2004 | The Butterfly Effect                          | Carlos                    |
| 2004 | Scooby-Doo 2: Monsters Unleashed              | Black Knight Ghost        |
| 2004 | Walking Tall                                  | Booth                     |
| 2006 | Big Momma's House 2                           | Oshima                    |
| 2007 | Smokin' Aces                                  | Jeeves Tremor             |
| 2007 | Wild Hogs                                     | Red                       |
| 2007 | Throwing Stars                                | Reed                      |
| 2007 | 3:10 to Yuma                                  | Tucker                    |
| 2007 | Stars                                         | Carl                      |
| 2008 | Greener Mountains                             | Three-toe                 |
| 2008 | The Echo                                      | Walter                    |
| 2008 | Winged Creatures                              | Bagman                    |
| 2009 | X-Men Origins: Wolverine                      | Frederick J. Dukes / Blob |
| 2009 | Otis E.                                       | Otis                      |
| 2010 | Legion                                        | Gabriel                   |
| 2010 | Robin Hood                                    | Little John               |
| 2011 | I Am Number Four Edwin Boys: A lenda Do Crime | Mogadorian Commander      |
| 2011 | Real Steel                                    | Ricky                     |
| 2012 | Cosmopolis                                    | Torval                    |
| 2012 | Resident Evil: Retribution                    | Barry Burton              |
| 2013 | Os Instrumentos Mortais: Cidade dos Ossos     | Emil Pangborn             |
| 2013 | Sem Evidências                                | John Mark Byers           |
| 2014 | Noah                                          | Ogue                      |

### Televisão
| Ano       | Filme                                  |  | Personagem                  | Notas        |
| --------- | -------------------------------------- |  | --------------------------- | ------------ |
| 1997      | Exhibit A: Secrets of Forensic Science |  | Jophn Greet                 | 1 episódio   |
| 1999      | Beggars and Choosers                   |  | Cliff                       |              |
| 1999      | Hard Time: Hostage Hotel               |  | Kenny, Flynn's henchman     | Telefilme    |
| 2000      | The Outer Limits                       |  | Alan                        | 1 episódio   |
| 2000      | ER                                     |  | Mr. Mooney                  | 1 episódio   |
| 2000-2001 | Stargate SG-1                          |  | Lord Zipacna                | 3 episódios  |
| 2001-2002 | Dark Angel                             |  | Joshua                      | 14 episódios |
| 2002      | Taken                                  |  | Homeless Bloke on Train     | Telefilme    |
| 2003      | Dead Like Me                           |  | Chuck                       | 1 episódio   |
| 2003      | Tarzan                                 |  | Gregory Creal/Trevor Whedon | 1 episódio   |
| 2003      | Mob Princess                           |  | Cluadio                     | Telefilme    |
| 2004      | The Goodbye Girl                       |  | Conde                       | Telefilme    |
| 2004      | Touching Evil                          |  | Agente Jay Swoopes          | 12 episódio  |
| 2005      | The Collector                          |  | O Diabo/Motorista de ônibus | 1 episódio   |
| 2005      | Andromeda                              |  | Elysian                     | 2 episódios  |
| 2005      | Threshold                              |  | Crewman Sonntag             | 2 episódios  |
| 2005      | CSI: Crime Scene Investigation         |  | Connor Daly                 | 1 episódio   |
| 2006      | Kyle XY                                |  | Police Officer at Party     | 1 episódio   |
| 2006      | The Dead Zone                          |  | Cabot                       | 1 episódio   |
| 2006      | 12 Hours to Live                       |  | John Carl Lowman            | Telefilme    |
| 2006      | Without a Trace                        |  | Travis Holt                 | 1 episódio   |
| 2007      | CSI: Miami                             |  | Mike Newberry               | 1 episódio   |
| 2007      | Shark                                  |  | Rick Carris                 | 1 episódio   |
| 2008-2010 | Lost                                   |  | Martin Keamy                | 12 episódios |
| 2010      | American Dad                           |  | Não creditado               | 1 episódio   |
| 2012      | Republic of Doyle                      |  | Donnie Squires              |              |
| 2014      | The Strain                             |  | Vasiliy Fet                 | 13 episódios |
| 2015      | Vikings                                |  | Harbard                     | 6 episódios  |
| 2019      | Swamp Thing (série de televisão)       |  | Jason Woodrue               | 10 episódios |
| 2022      | Locke e key                            |  | Gideon                      | 3 temporada  |